# سیارک ۲۱۵۴۳
سیارک ۲۱۵۴۳ (به انگلیسی: 21543 Jessop، نامگذاری:1998QQ24) بیست و یک هزار و پانصد و چهل و سومین سیارک کشف شده‌است که در ۱۷ اوت ۱۹۹۸ کشف شد.
قدر مطلق سیارک برابر ۲۱.۴ است.